# Pered
Pered (szlovákul Tešedíkovo) község Szlovákiában, a Nyitrai kerület Vágsellyei járásában.

## Nevének eredete
Helységneve a Petered névre vezethető vissza, melynek jelentése „Péternek fia”. Az ilyen típusú, tisztán személynévből, helynévképző toldalékok nélkül keletkezett helységnevek még ómagyar eredetűek, keletkezésük a 10–11. században valószínűsíthető. Közel hét évszázados hagyományos nevét a csehszlovák hatóságok 1948-ban megváltoztatták, ifj. Tessedik Sámuel evangélikus lelkész, szakíró nevéből képzett, művileg megalkotott Tešedíkovo névalakja a szlovákosítási törekvések szüleményeként jött létre, figyelmen kívül hagyva még annak tényét is, miszerint újkori névadójának életútja sosem érintette a községet.
A község önkormányzata 2012. március 10-én népszavazást tartott a település történelmi nevének visszaállításáról, melyen a választópolgárok többsége a történelmi név visszaállításáról határozott. Történelmi nevének hivatalos használatát a szlovák kormány 2013. október 16-án elutasította. A Kétnyelvű Dél-Szlovákia (KDSZ) szervezet aktivistái megkísérelték a népakarat érvényesítését, október 27-én „Pered”-re cserélték a település helységnévtábláján a szlovák „Tešedíkovo” feliratot, azonban a hatóságok másnapra eltávolították azokat.

## Fekvése
A mátyusföldi község a Kisalföldön, Galántától 15 km-re délkeletre, Vágsellyétől 6 km-re délre, Deáki és Zsigárd között fekszik.

## Élővilága

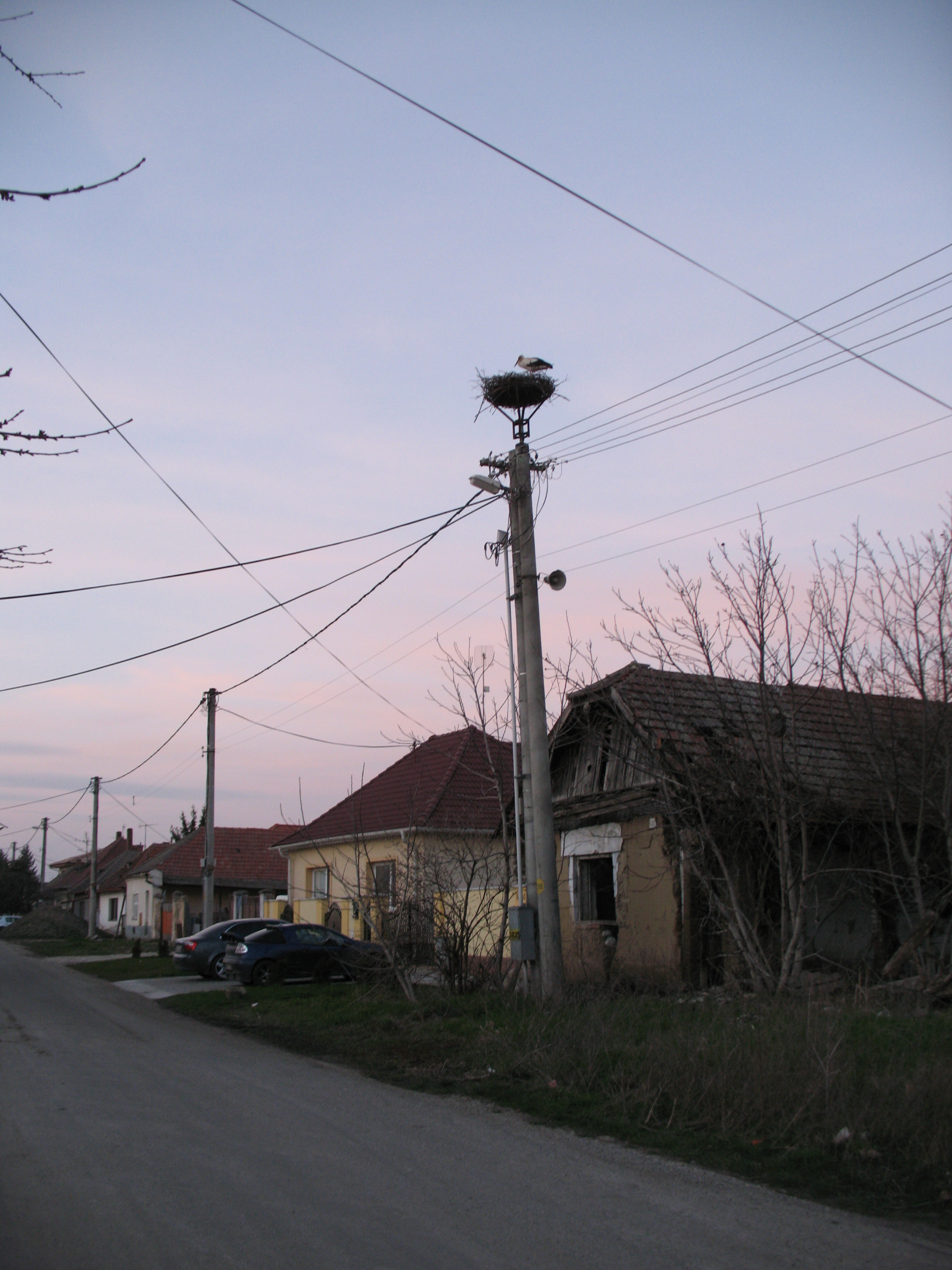
Gólyafészek 2013-ban
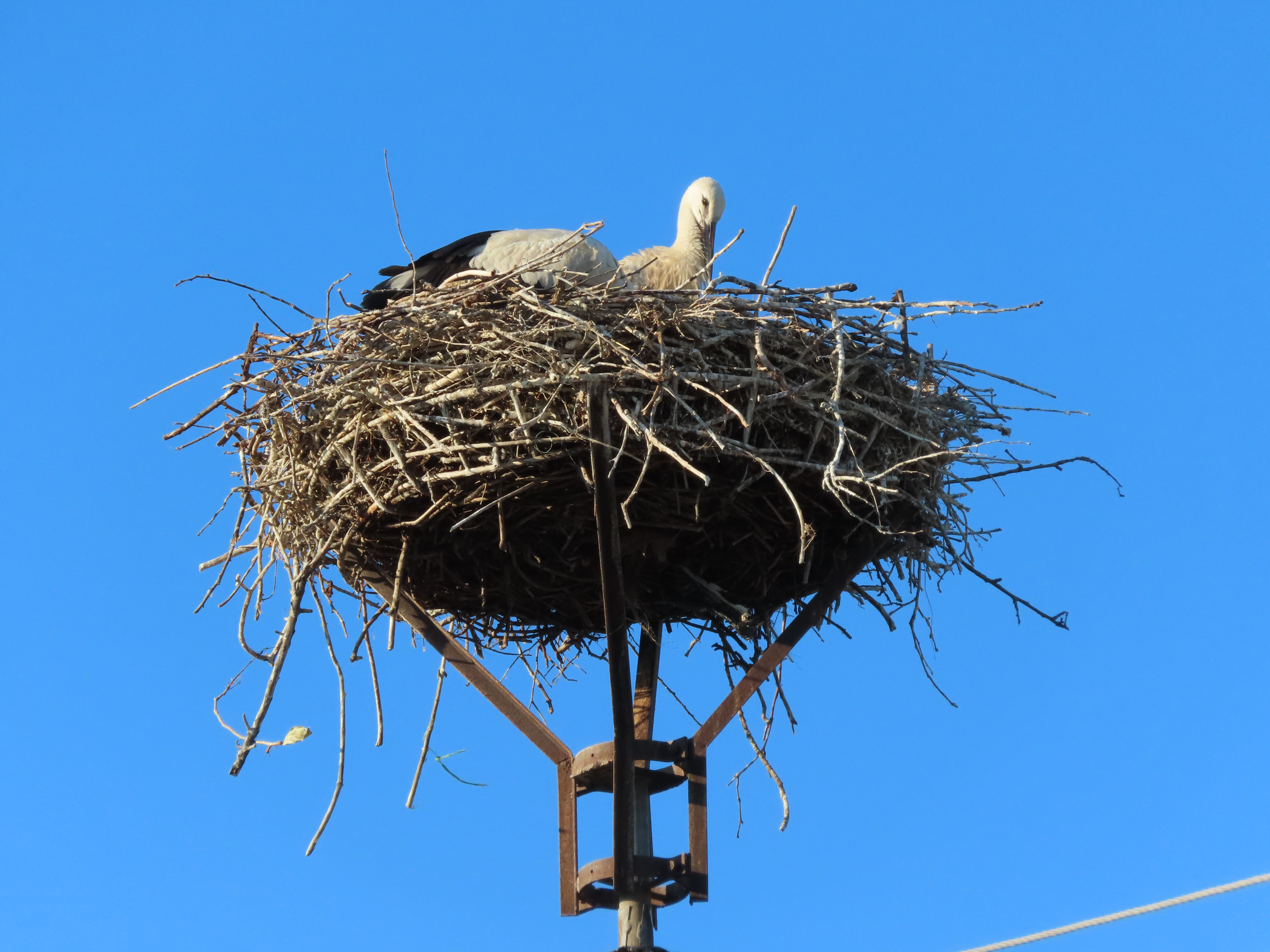
2021
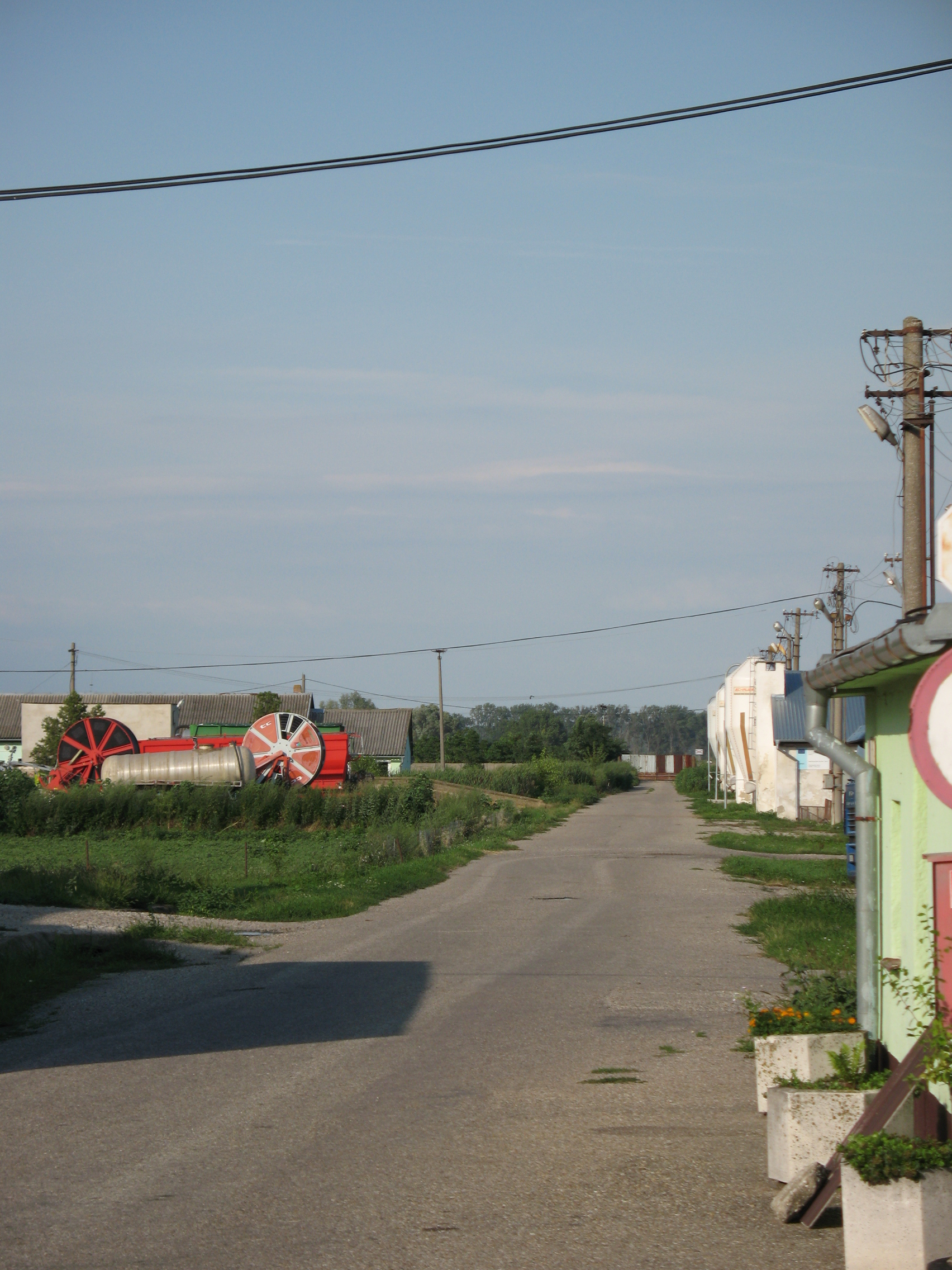
Gólyafészek Pereden a volt TSZ területén
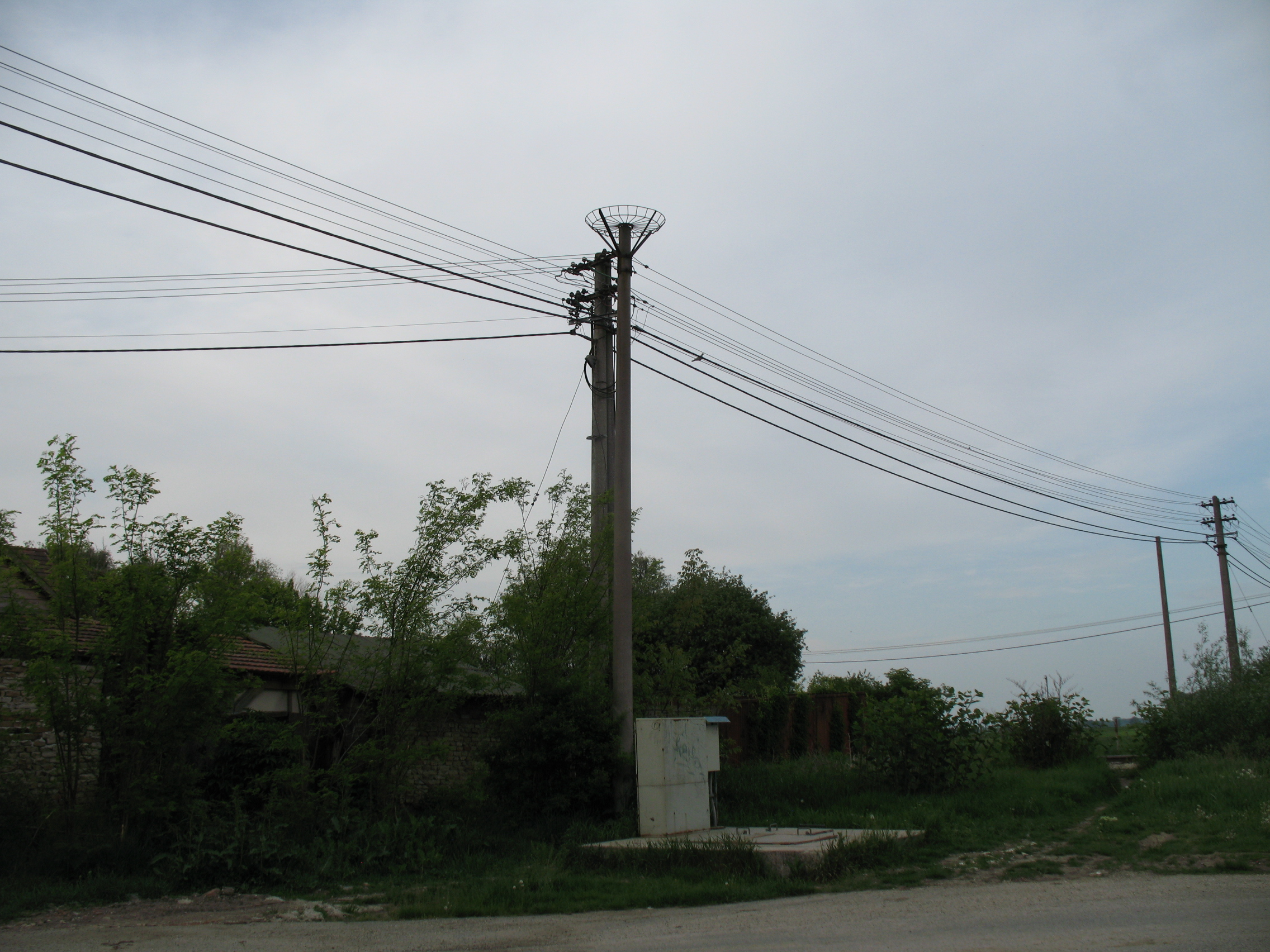
Volt gólyafészekalátét a vasútállomásnál

Pereden 2006-ban önkéntesek segítségével sikerült megmenteni az egyik fészekből kiesett gólyafiókát. 2011/12 telén a gólyafészek leégett. A falu alátétet rakatott a megmaradt elektromos oszlopra és a 2012-es költési időszakban a gólyák a fészket újjáépítették, amelyből két fióka szállt ki. 2016-ban valószínűleg 2 fióka, 2020-ban és 2021-ben is 2 fióka volt. Az egykori földműves szövetkezet területén lévő alátéten viszont hosszabb ideje nem költenek a gólyák. További fészekalátét volt az egykori vasútállomás mellett, ma egy új található a tűzoltó szertár utcájában.

## Története
1237-ben a pannonhalmi apátság birtokainak összeírásában említik először. A század közepén királyi birtok volt, a vágsellyei uradalom része. 1251-ben IV. Béla "Purud" falut a turóci premontrei kolostornak adományozta. A 15. századtól részben turóci prépostság, részben a Szentgyörgyi grófok birtoka. 1529-ben a török támadta a falu környékét. 1535-től a Révay család lett a falu birtokosa, de 1548-ban már az esztergomi érsek birtoka, majd később a jezsuitáké. 1586-ban újra a turóci prépostság kapta meg. 1605 után a végsellyei uradalommal együtt ismét a jezsuitáké lett, akik jövedelmeit a jezsuita oktatás céljaira használták. A 17. században többször is török támadás érte, majd Érsekújvár eleste után 1685-ig hosszabb időre török kézre került. A 18. század elején a kuruc harcok és a járványok következtében csaknem elnéptelenedett, de rövidesen újratelepült. Első templomát 1717-ben a jezsuiták építették. Miután II. József feloszlatta a jezsuita rendet, 1773-ban a birtok a királyi kamarára szállt. Iskolájának legkorábbi említése 1756-ból származik. 1787-ben 186 házában, 286 családban 1360 lakosa élt. 1804-ben 1600 lakosa, 1828-ban 264 háza és 1893 lakosa volt. Ezzel Pered a vármegye egyik legfontosabb településévé vált. 1788-ban, 1828-ban és 1831-ben árvíz pusztította. 1831-ben a kolera, 1834-ben tűzvész pusztított.

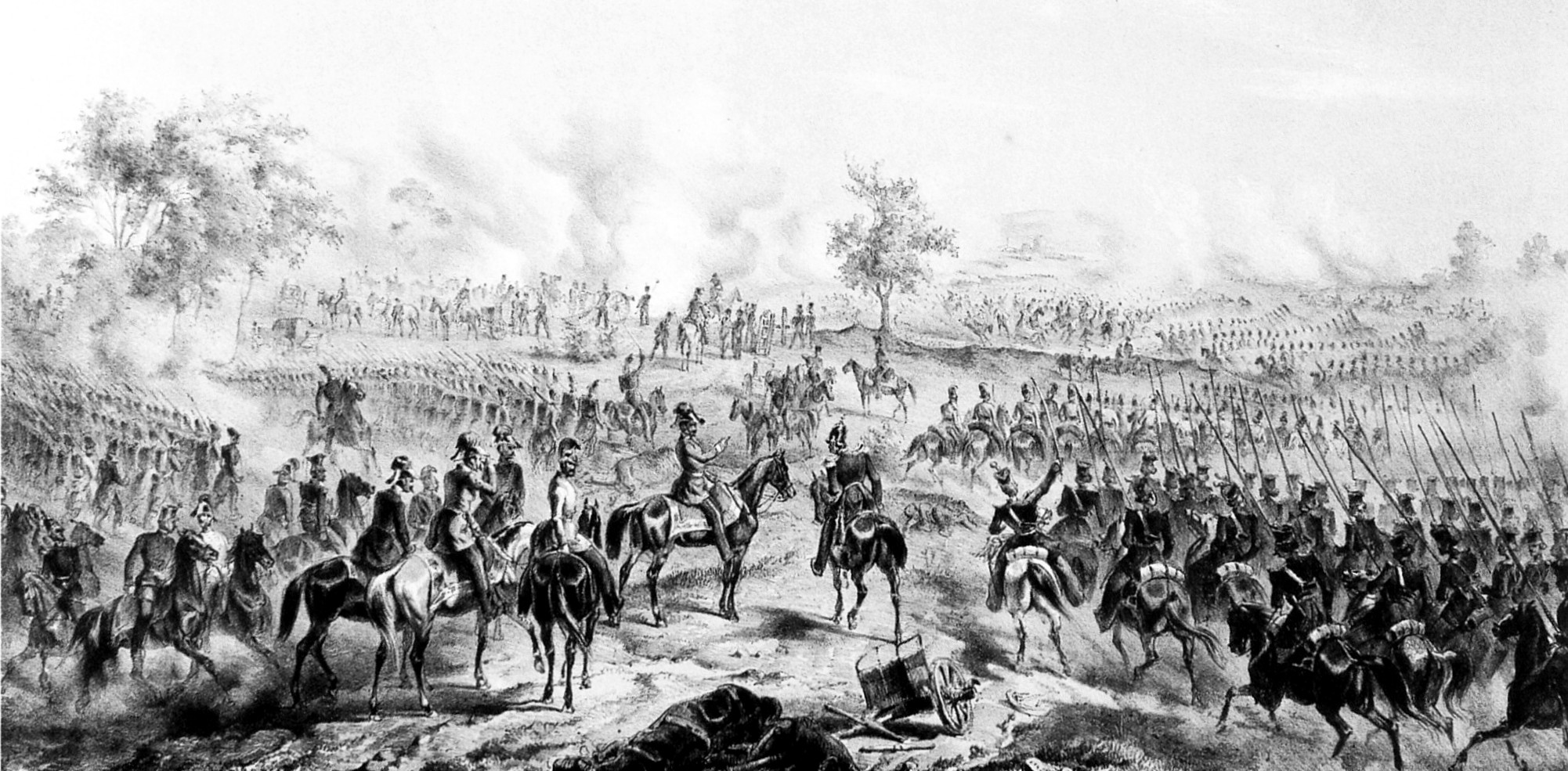
Az 1849-es peredi csata

Itt ütközött meg 1849. június 20–21-én Görgey az osztrák sereggel és vereséget szenvedett. A csata során a községnek mintegy fele leégett. A csatahelyet az 1869-ben avatott emlékmű jelöli a falu felső részén. A templom falában ma is láthatók beépítve a csatából származó ágyúgolyók. 1864-ben Perednek 360 háza és 2177 lakosa volt. 1866-ban újra nagy kolerajárvány pusztított, 1890-ben padig ismét tűzvész volt.
Vályi András szerint „PERED. Magyar falu Poson Vármegyében, földes Ura a’ Tudományi Kintstár, lakosai katolikusok, fekszik Zsigárdnak szomszédságában, határja két nyomásbéli, réttye jó, erdője is van, második osztálybéli.”
Fényes Elek szerint „Pered, nagy magyar falu, Poson vgyében, a holt Vágh vizénél, Sellyétől 1 órányira: 1961 kath., 4 óhitü, 1 evang. lak. Kath. paroch. templommal. Tágas határa gazdag termékenységü; rétje, legelője, erdeje bőven; marhatartása nevezetes; mezején ez előtt izacs termesztetett. F. u. a pesti egyetem. Ut. p. Szered.”
Trianonig Pozsony vármegye Galántai járásához tartozott, ezután a csehszlovák állam része lett. 1938 és 1945 között újra Magyarországhoz tartozott. 1947-ben 153 peredi családot telepítettek erőszakkal csehországi munkára, majd 585 családot Magyarországra.

## Népessége
| Év:            | 1994. | 2004.   | 2014.   | 2024.   |
| -------------- | ----- | ------- | ------- | ------- |
| Emberek száma: | 3751  | 3688    | 3745    | 3621    |
| Eltérés:       |       | -1,67 % | +1,54 % | -3,31 % |

| Év:            | 2023. | 2024.   |
| -------------- | ----- | ------- |
| Emberek száma: | 3656  | 3621    |
| Eltérés:       |       | -0,95 % |

1880-ban 2991 lakosából 2872 magyar és 10 szlovák anyanyelvű volt.
1890-ben 3284 lakosából 3206 magyar és 27 szlovák anyanyelvű volt.
1900-ban 3414 lakosából 3402 magyar és 7 szlovák anyanyelvű volt.
1910-ben 3401 lakosából 3393 magyar és 5 szlovák anyanyelvű volt.
1921-ben 3842 lakosából 3799 magyar, 22 csehszlovák, 6 német, 2 zsidó és 13 állampolgárság nélküli volt. Ebből 3700 római katolikus, 128 izraelita, 7 református, 6 evangélikus és 1 egyéb vallású volt.
1930-ban 4090 lakosából 3905 magyar, 91 zsidó, 65 csehszlovák, 2 német, 4 egyéb nemzetiségű és 23 állampolgárság nélküli volt. Ebből 3946 római katolikus, 130 izraelita, 9 református és 5 evangélikus vallású volt.
1941-ben 4009 lakosából 3971 magyar, 6 szlovák és 7 egyéb nemzetiségű volt.
1970-ben 4255 lakosából 3572 magyar és 674 szlovák volt.
1980-ban 3952 lakosából 3350 magyar és 588 szlovák volt.
1991-ben 3816 lakosából 3254 magyar, 545 szlovák, 10 cseh, 2 ukrán, 1-1 morva és cigány és 3 ismeretlen nemzetiségű volt.
2001-ben 3700 lakosából 3063 magyar, 592 szlovák és 4 cseh.
2011-ben 3716 lakosából 2910 magyar, 783 szlovák, 6 cseh, 3-3 morva, német és ukrán, 1 cigány, 2 egyéb és 5 ismeretlen nemzetiségű volt. Ebből 3196 római katolikus, 186 evangélikus, 43 református, 66 ismeretlen vallású és 181 nem vallásos.
2021-ben 3719 lakosából 2618 magyar, 913 szlovák, 2 cigány, 1 ruszin, 19 egyéb és 166 ismeretlen nemzetiségű volt.

## Sport
A peredi székhelyű ŠK Tešedíkovo az egyik legismertebb és legeredményesebb mátyusföldi magyar labdarúgócsapat. A korábban a 4. ligában vitézkedő csapat mélyrepülésbe kezdett és a II. A osztályig meg sem állt; ott is évről-évre a bent maradásért küzdött. 2003-ban több tehetős helyi vállalkozó, illetve egy külföldi nagyvállalat összefogásának köszönhetően rendeződött az egyesület anyagi háttere, és a vezetőség úgy döntött: csak is a feljutás lehet az elfogadható eredmény. A szezon végén hatalmas pontelőnnyel lett bajnok a csapat, a sikerkovács Ervin Horáček volt. Az anyagi háttér tovább erősödött, így az I. osztályban is a feljutást tűzték ki célul. Tovább erősödött a játékoskeret, de a klub a szezon közepén még csak a második helyen állt. Ervin Horáček vezetőedző távozni kényszerült, helyét a trencséni Lintner vette át, akivel a csapat az évad végére kiharcolta a feljutást. A 2005/2006-os szezon előtt a teljes játékoskeret kicserélődött. Több neves volt ligás játékost igazoltak, az új vezetőedző Meszlényi Tibor lett. A stadiont is felújították. Ismét feljutottak; a IV. ligában megszerzett 3. hely a csapat történetének legnagyobb sikere. Jelenleg az ötödik ligában szerepelnek, a labdarúgók célja a kiesés elkerülése.
A labdarúgócsapat jelentős utánpótlás-bázissal rendelkezik. A legkisebbek Varga Zoltán vezetésével a IV. ligában, az ifjúságiak ifjabb Tóth Géza irányításával az V. ligában játszanak. A 2008/2009-es szezonban 104 alkalommal voltak eredményesek az V. ligában.
Ismertebb edzői: Meszlényi Tibor, Dušan Jacko, Rudolf Herák, Dušan Danko, Darázs Róbert.

## Nevezetességek
- Keresztelő Szent János tiszteletére szentelt római katolikus temploma 1803-ban klasszicista stílusban épült. A homlokzatába beépített ágyúgolyók a peredi csata[17] emlékét őrzik. A templommal egyidős plébániát a századfordulón lebontották, és újat építettek.
- A neoromán kálvária 1879-ben készült.
- Nepomuki Szent János szobra 1821-ben készült.
- A peredi csata emlékművét 1869-ben a Pozsonyi Honvédegylet emelte. A csata hőseiről minden évben a június harmadik hétvégéjén megrendezett falunapi ünnepségek keretén belül is megemlékeznek.
- Esterházy János emlékmű.
- Holokauszt emlékmű[18]
- Trianon-emlékmű. Csillag András, vágsellyei szobrászművész alkotását 2020. december 12-én avatták fel.[19]

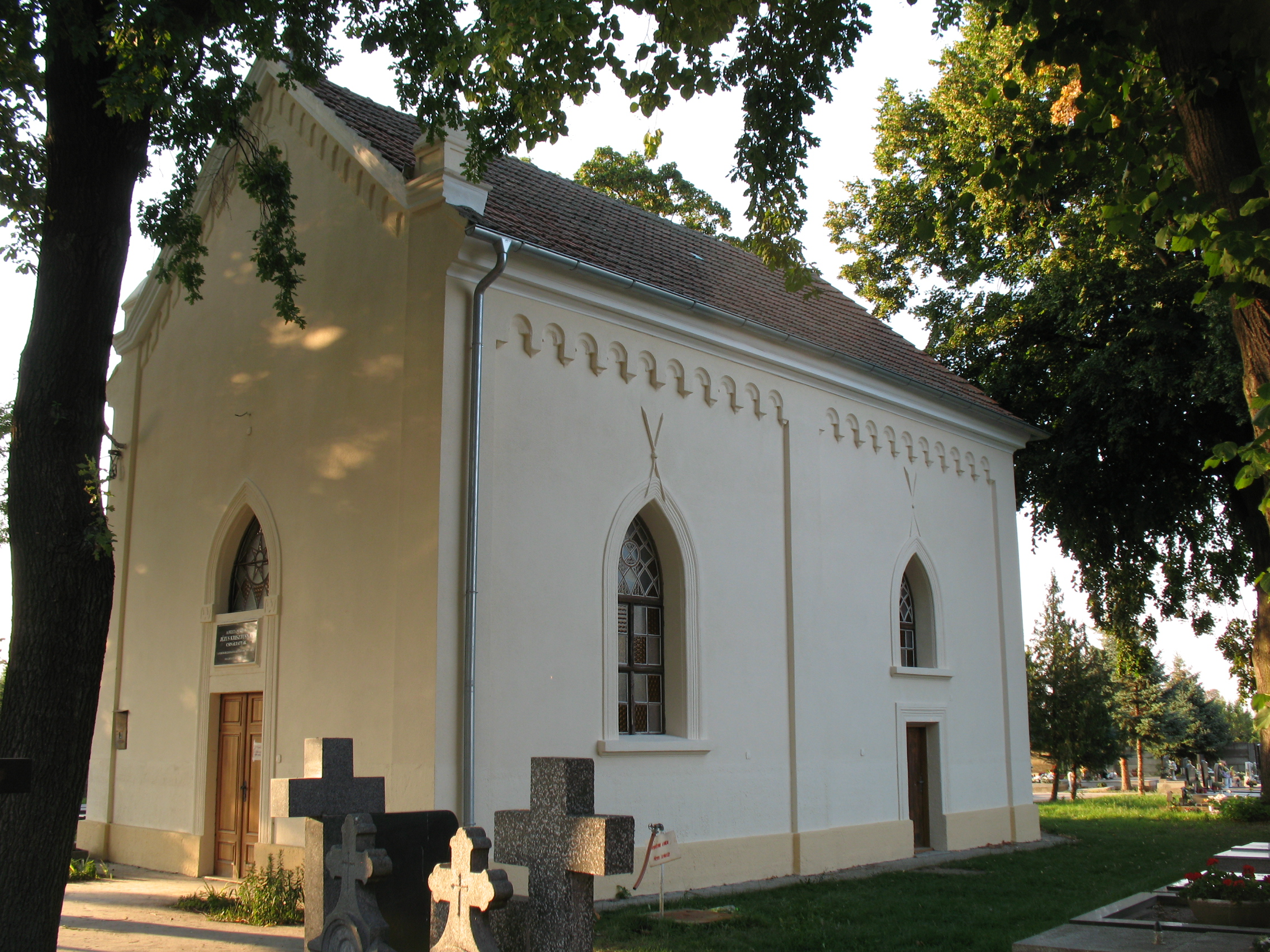
1876-ban épült temetői kápolna
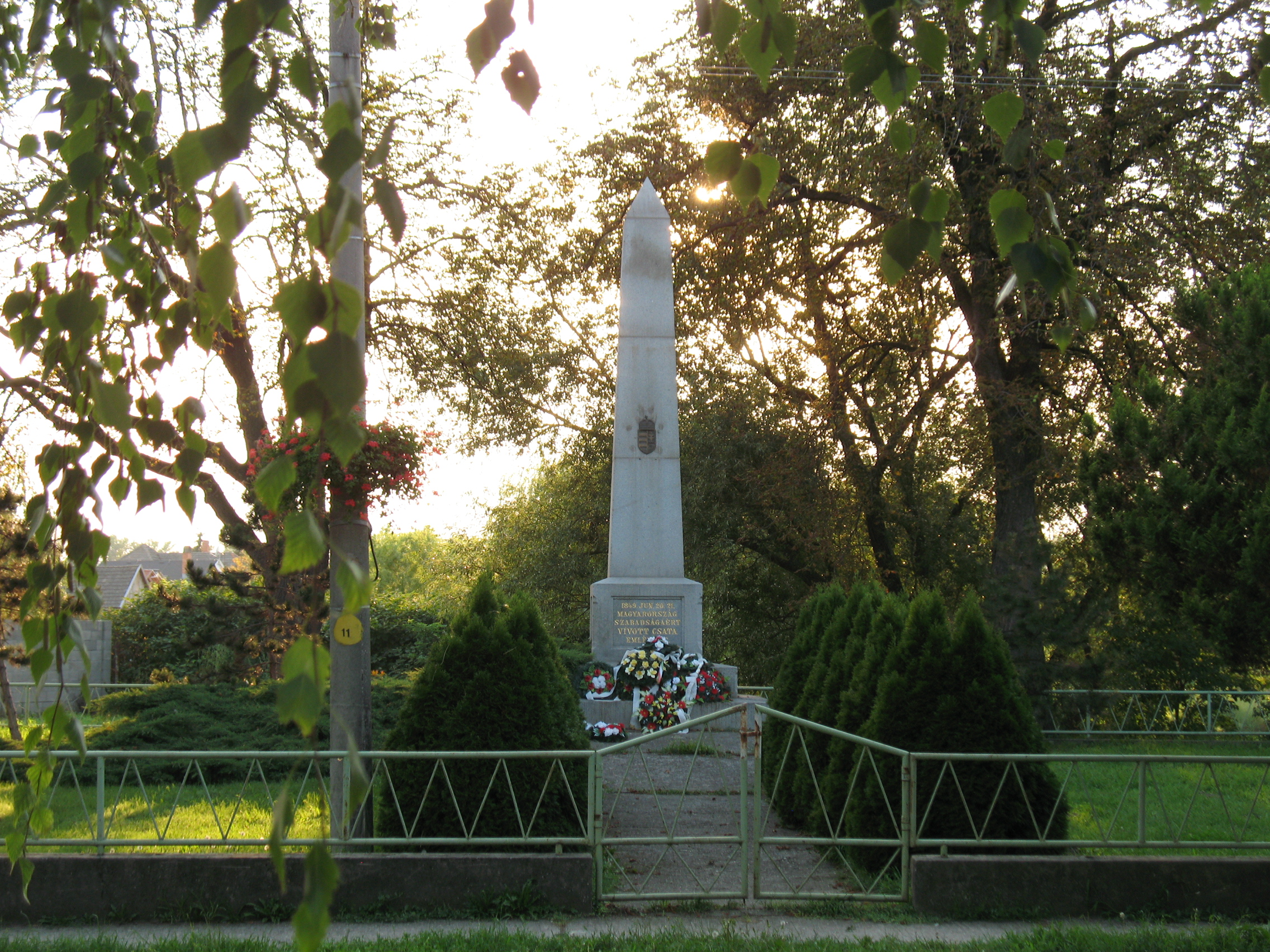
A peredi csata emlékműve
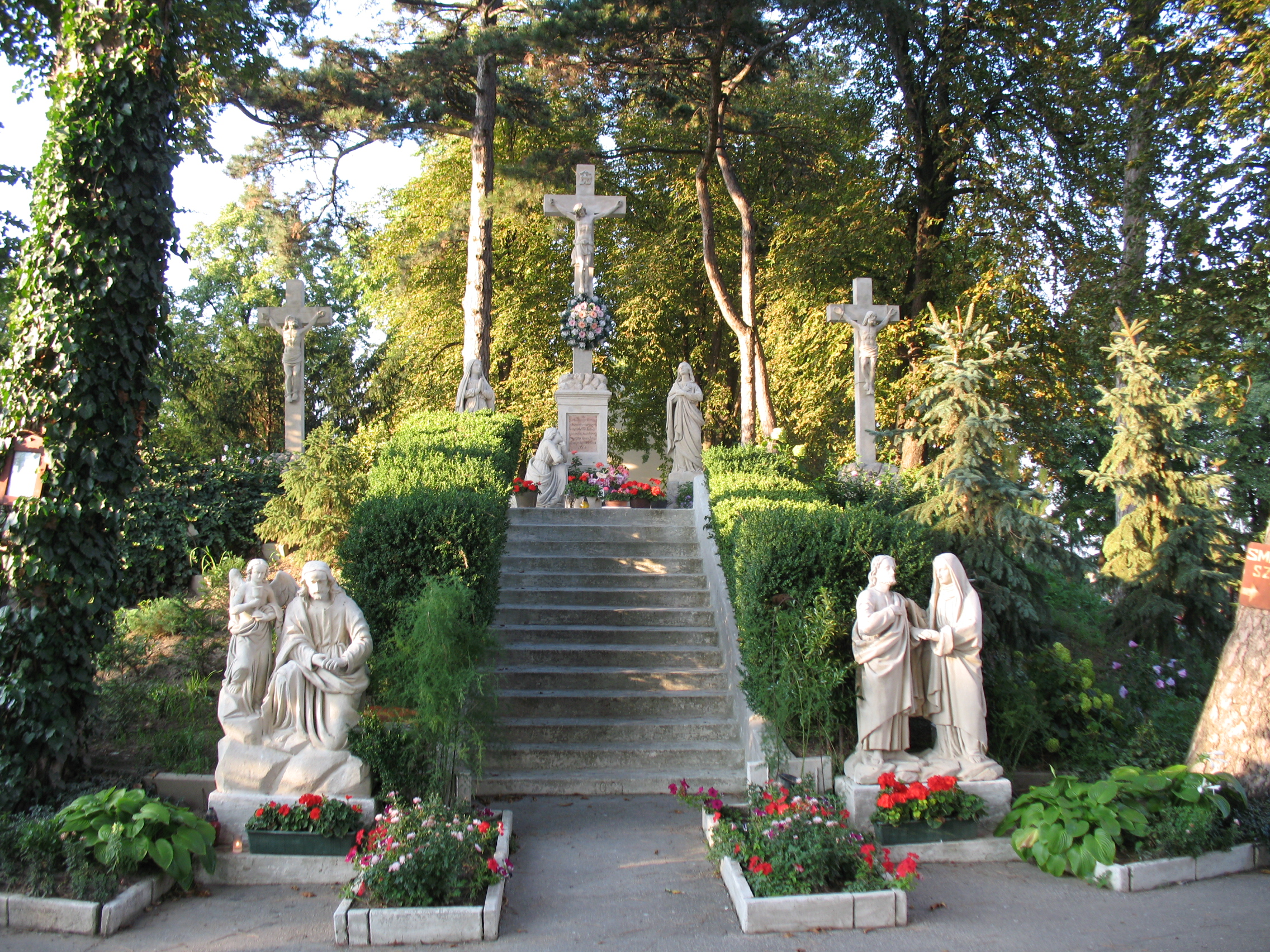
Kálvária

## Neves személyek
- Itt élt 1790-től Kroneberg György Frigyes mezőgazdász
- Itt született 1853-ban Péter János műfordító, tankönyvíró, felső kereskedelmi iskolai igazgató.
- Itt született 1888-ban Vevér Emil tanár, levéltáros.
- Itt született 1885-ben Bárczy János magyar kádármester, bútorfaragó és díszhordókészítő népművész.
- Itt született 1897-ben Mészáros Ferenc természetgyógyász.
- Itt született 1932-ben Horváth Sándor Jászai Mari-díjas magyar színész.
- Itt született 1949. november 5-én Tóth Attila kibernetikus.
- Itt született 1949-ben és itt él Zilizi Zoltán népi fafaragó művész.
- Itt született 1951. május 21-én Füri Erzsébet atomfizikus, sugárvédelmi szakértő, egyetemi oktató, orvos-fizikus.
- Itt született 1959. január 7-én Kaprálik Zsuzsanna néprajzkutató, muzeológus.
- Itt hunyt el 1929-ben Ribány Olivér plébános, műfordító.[20]
- Itt hunyt el 1962-ben Drexler Béla (Vojtech Drexler) entomológus, az MTA tiszteleti tagja.
- Itt tanított Morvay Gyula tanár, költő, író, műfordító, gyűjtő.
- Itt szolgált Szabó Ferenc római katolikus plébános, táblabíró.

## Kulturális élet
- Csillag citerazenekar. Vankó Ferenc alapította 1981-ben. A zenekar 1990-ben felbomlott, de 2008-ban újraalapították. Repertoárját peredi és mátyusföldi népdalok, katonadalok és bordalok alkotják. A Tavaszi szél vizet áraszt és a Bíborpiros szép rózsa országos népzenei vetélkedőkön ezüst és arany minősítést értek el.
- Peredi Nőikar[21]
- Peredi Férfi Daloskör
- Peredi Vegyeskar[22]
- Majális és Bográcsfesztivál
- Falunapi Ünnepségek (júniusban)
- Népművészeti Fesztivál
- Borfesztivál
- Nyárbúcsúsztató (augusztus végén)

## Testvértelepülések
- Tab, Magyarország

## Galéria

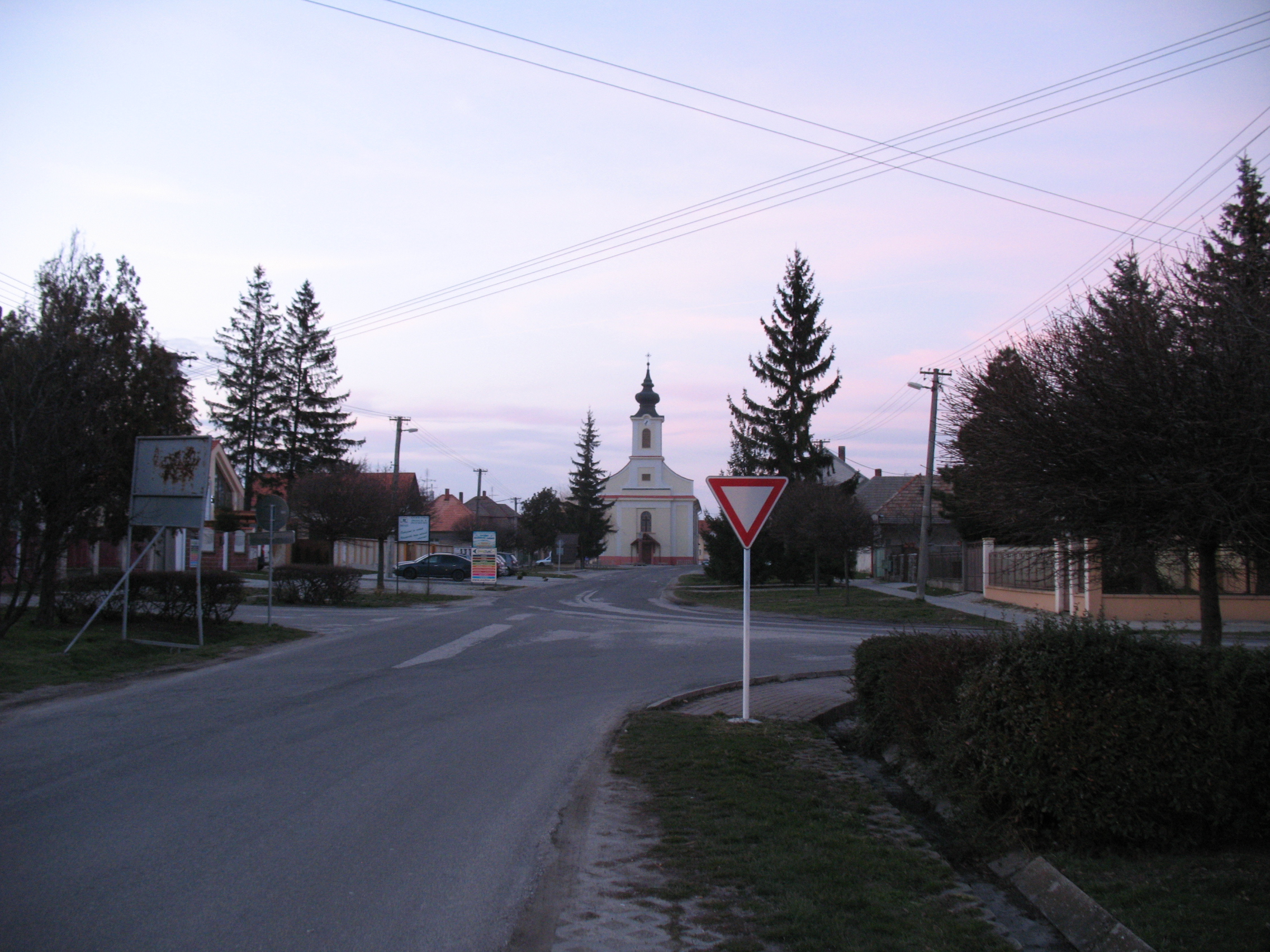
Főutca
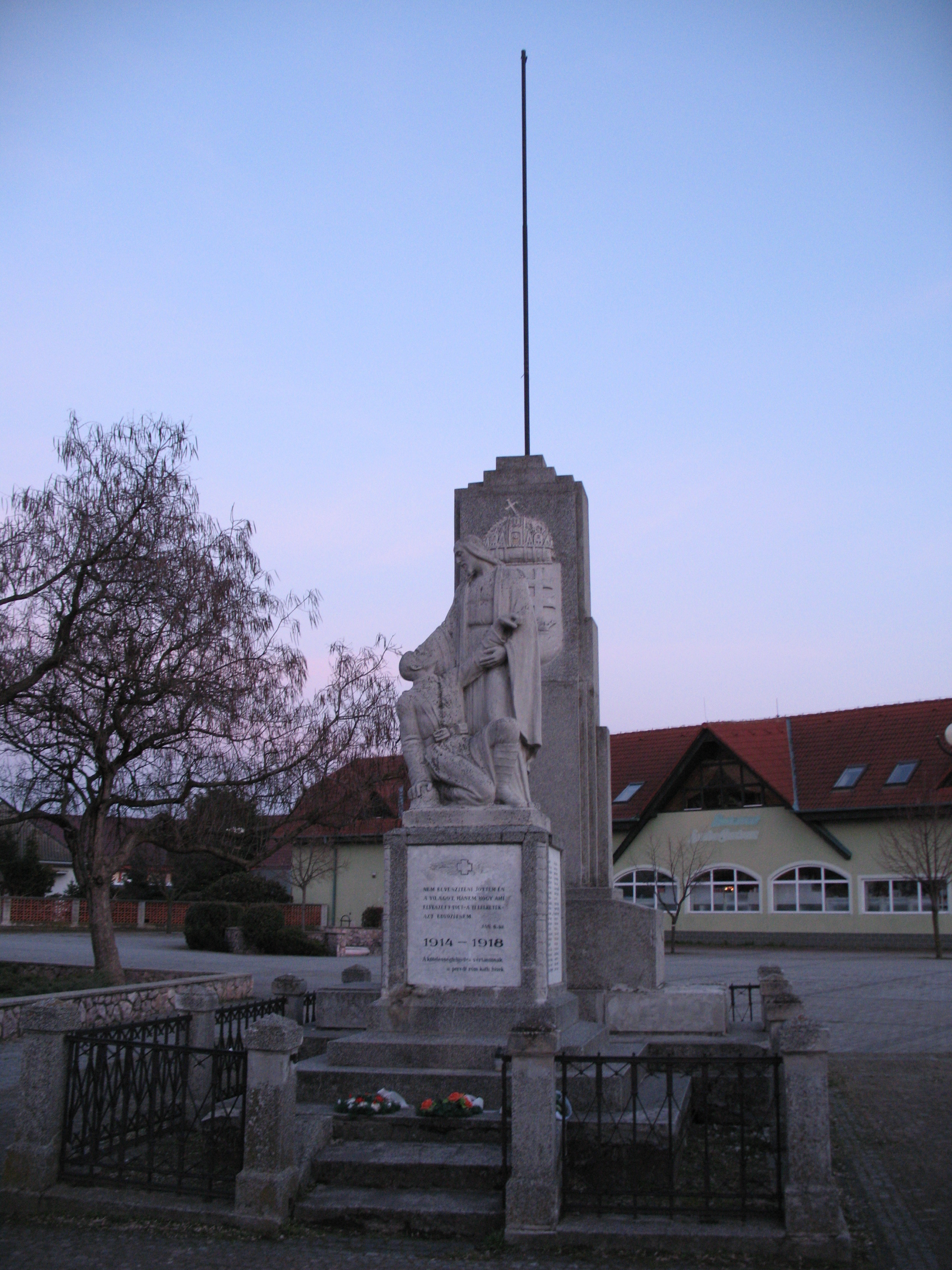
Az első világháborúban elesettek emlékműve
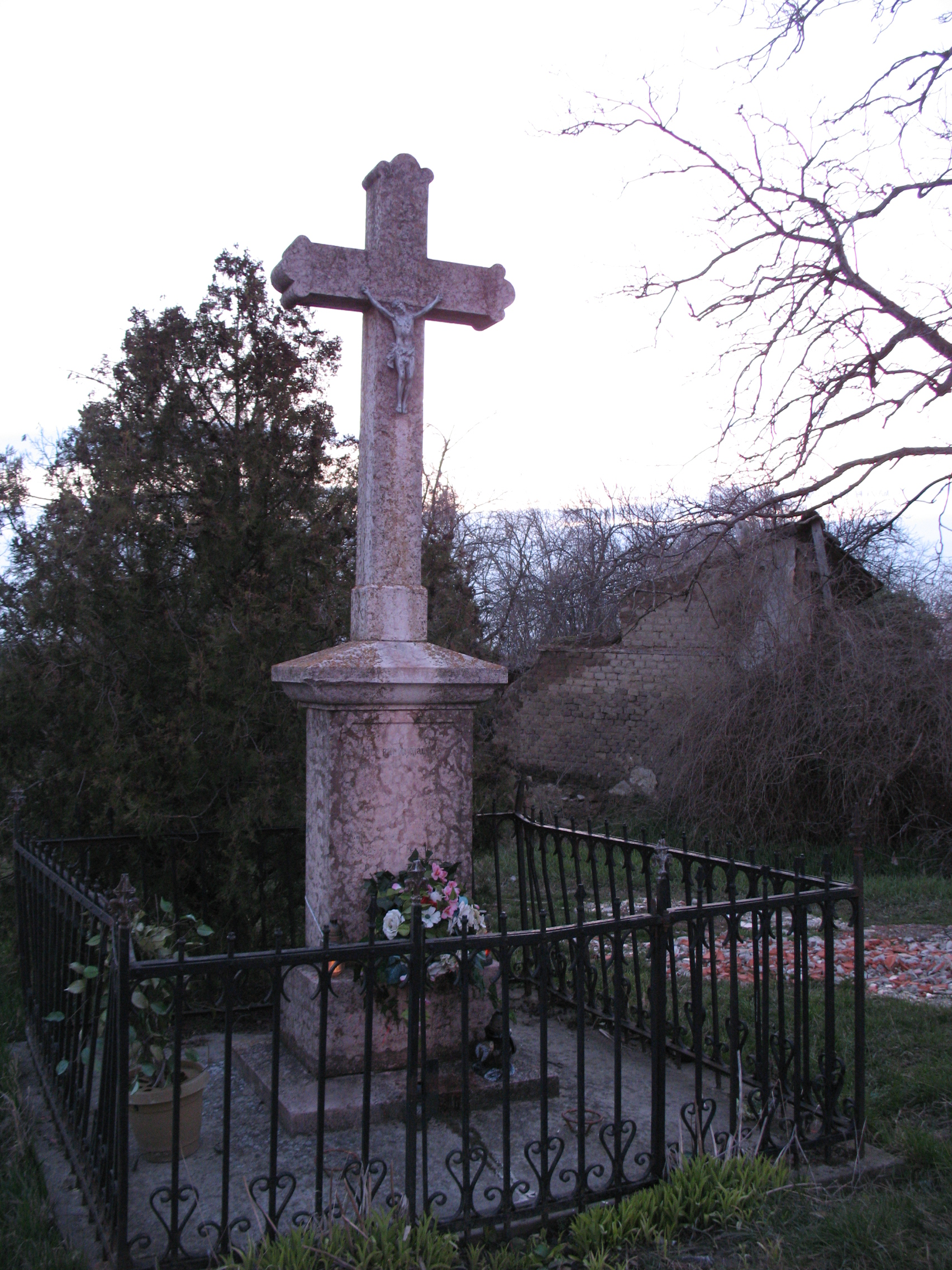
Kereszt 1899-ből
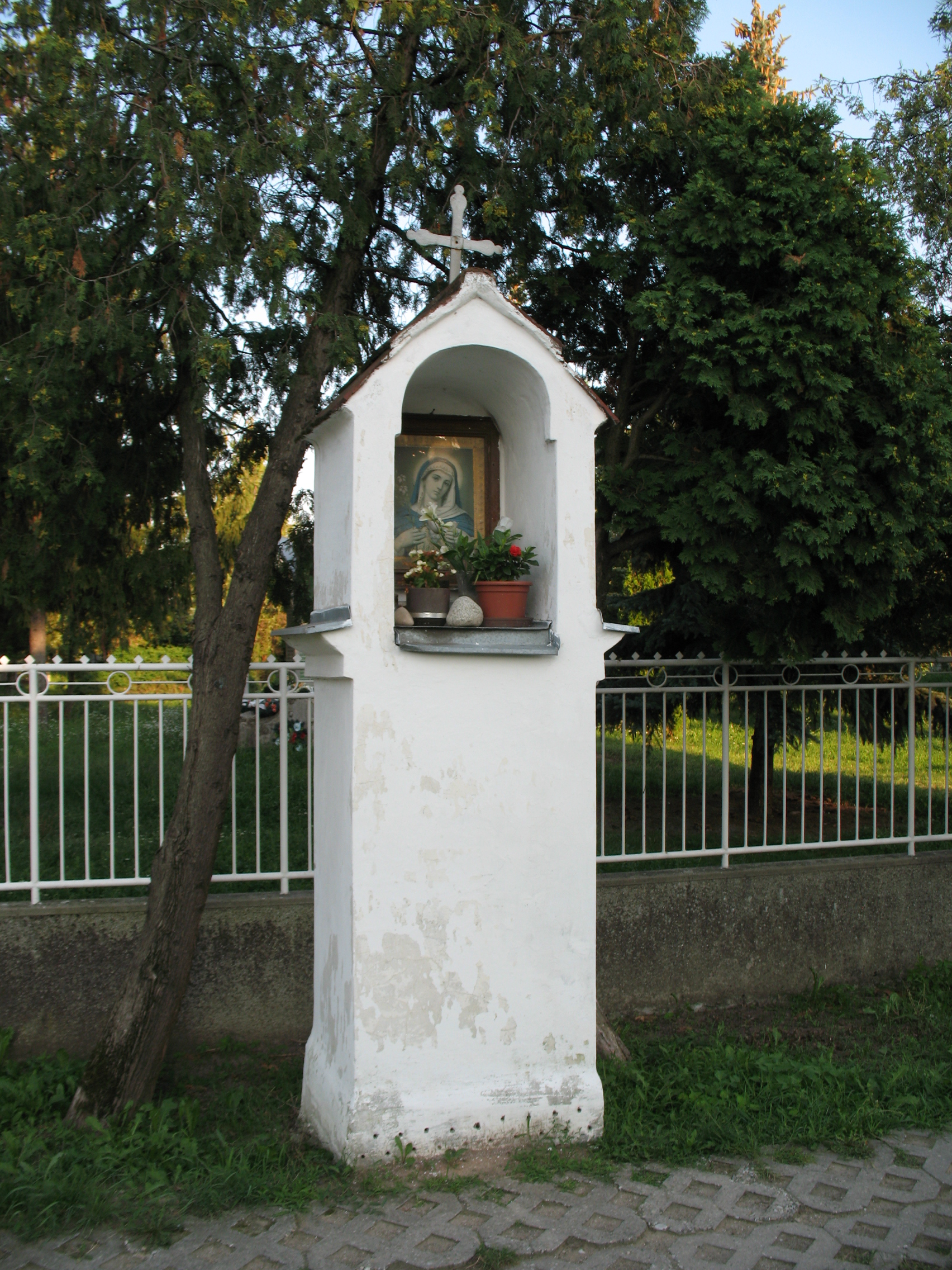
Szakrális kisemlék
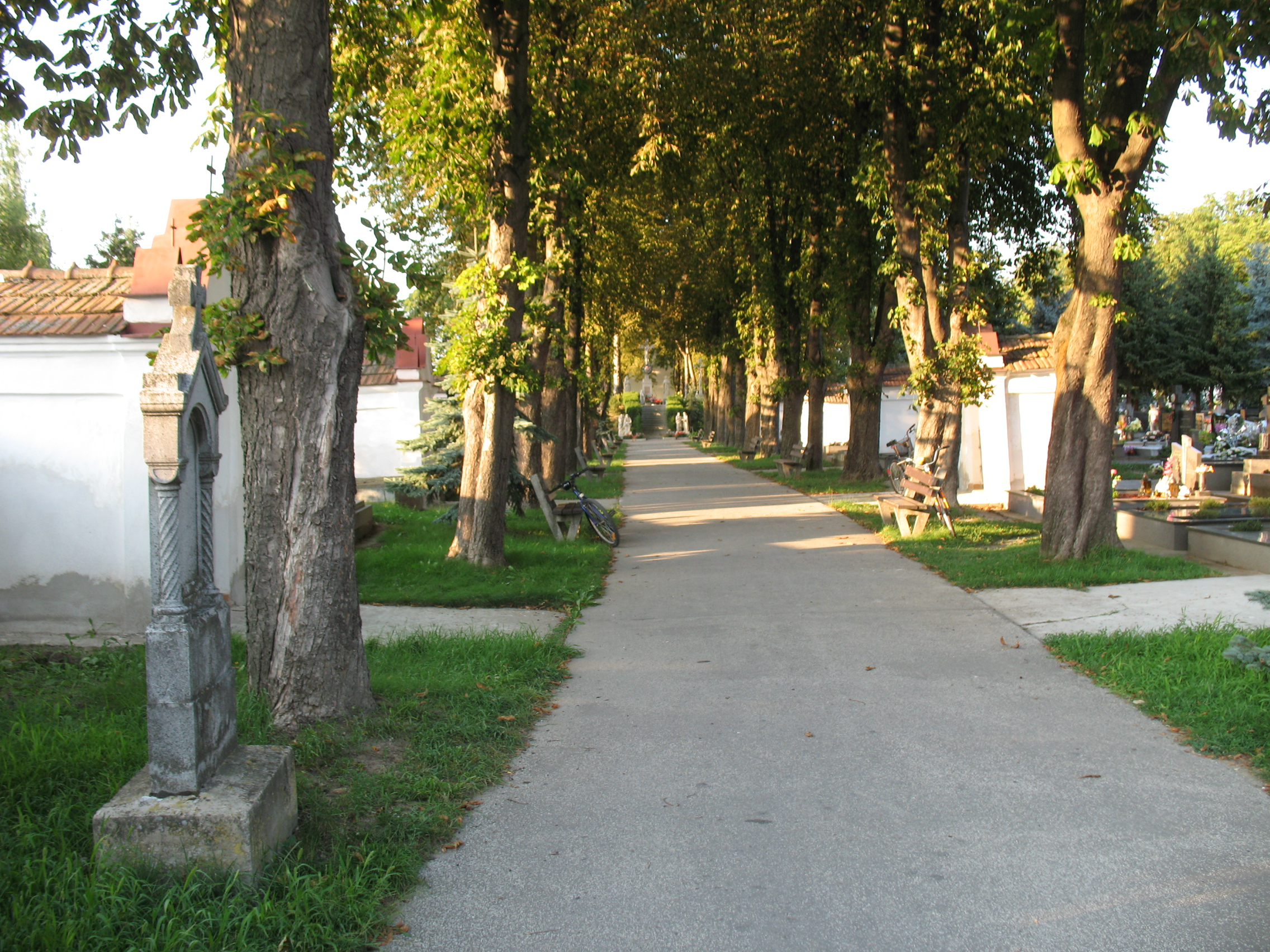
Temető
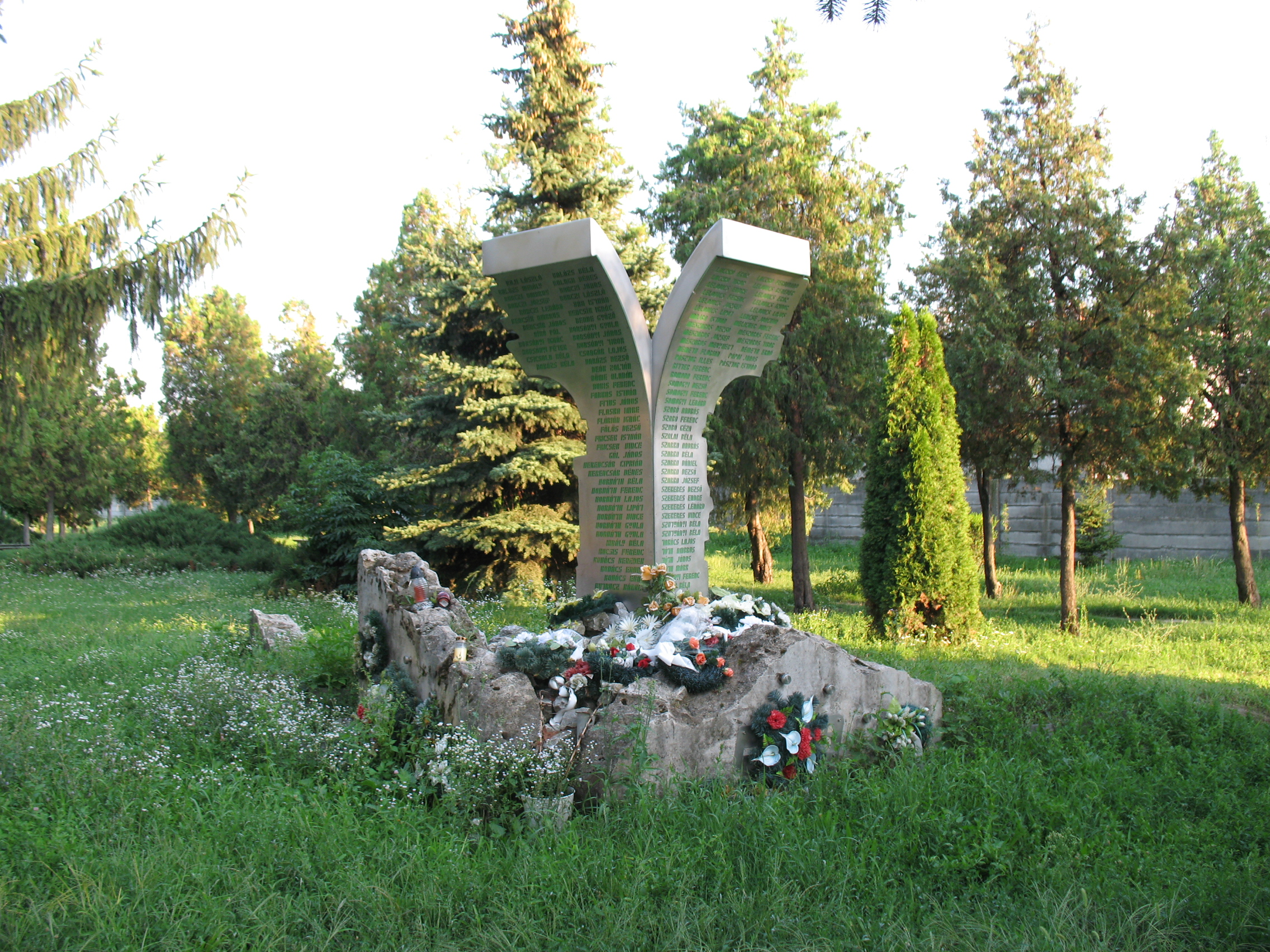
Háborús emlékmű
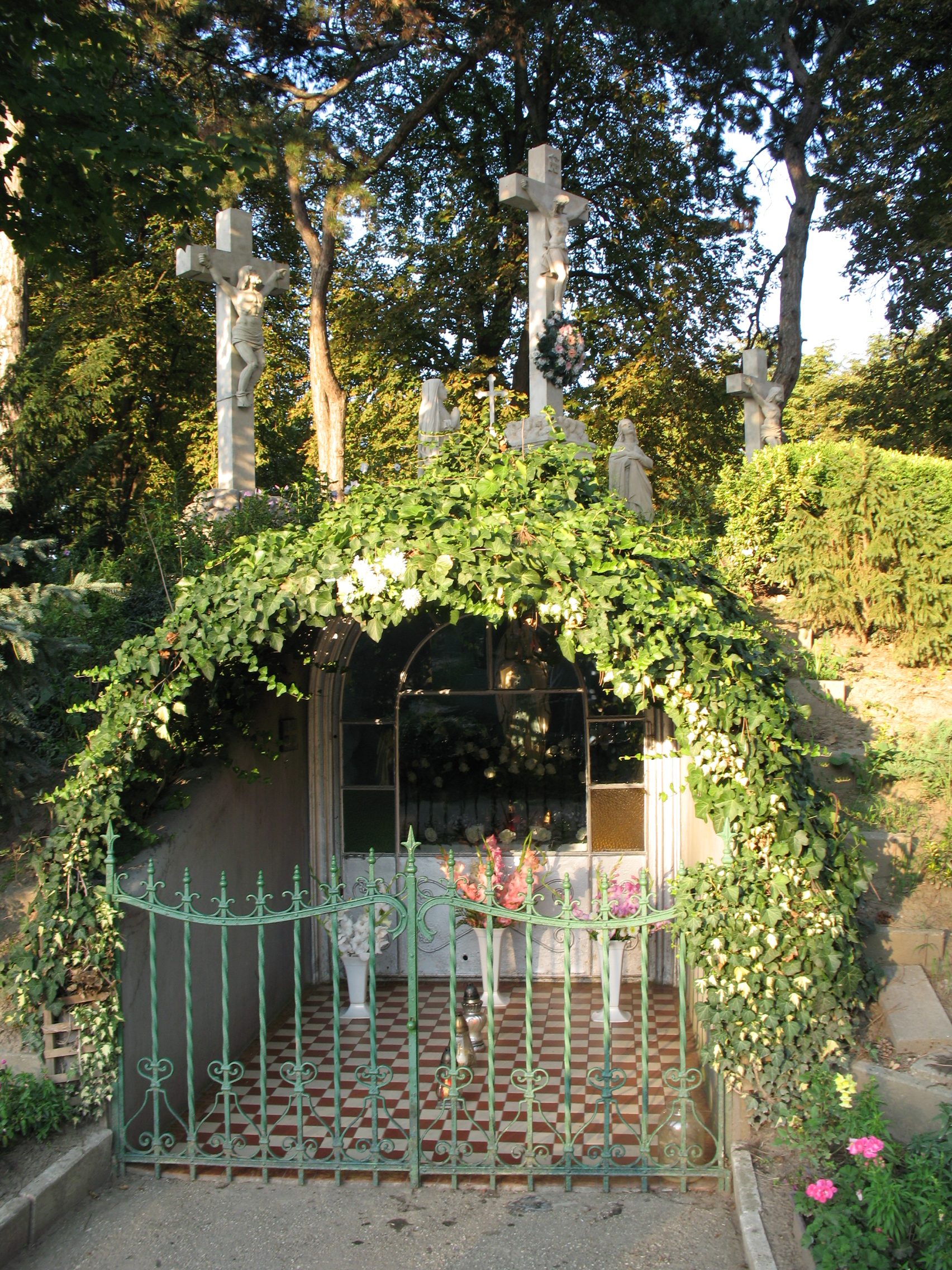
Lurdi barlang
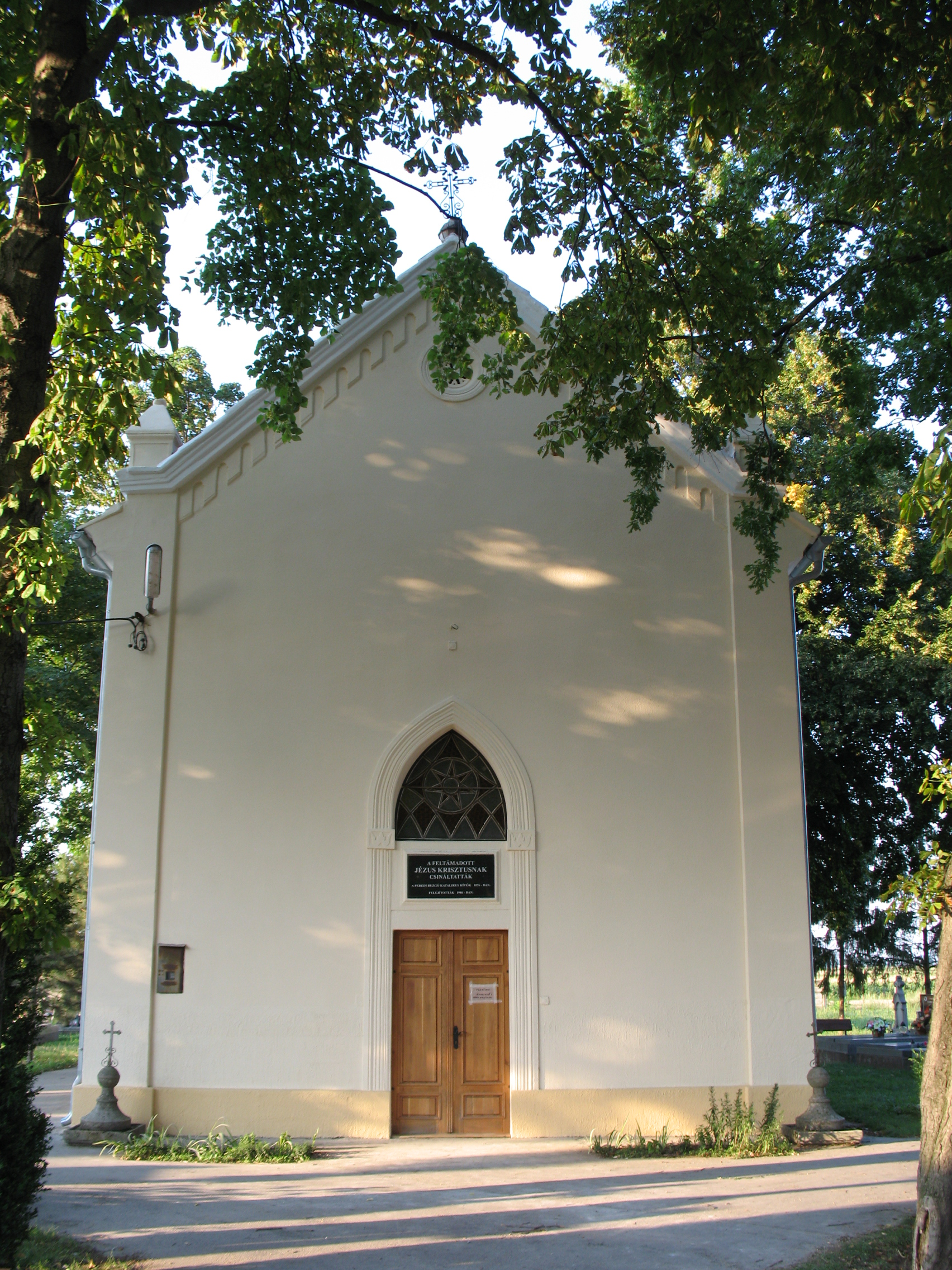
Temetőkápolna szemből
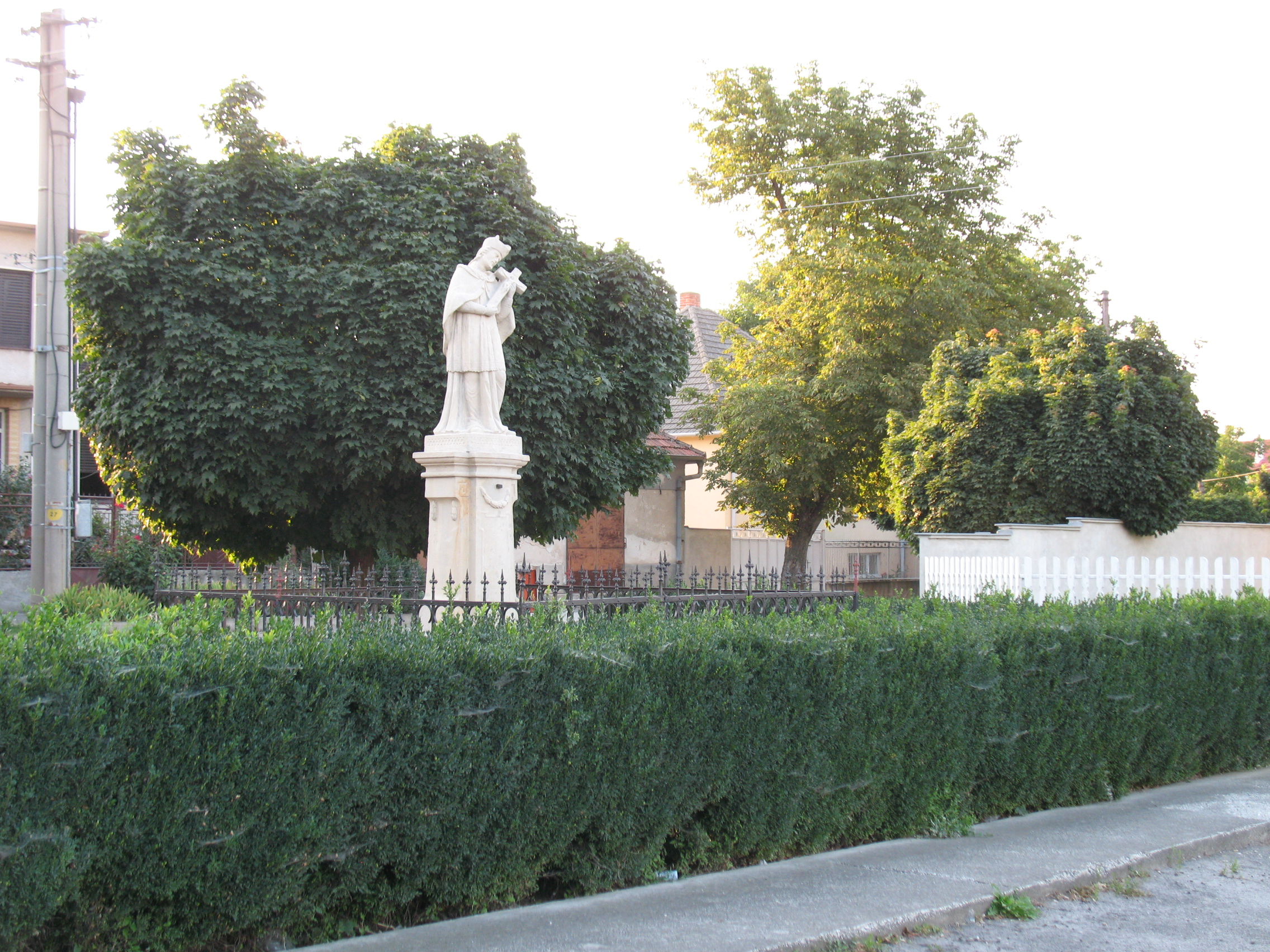
Nepomuki Szent János szobra

## Külső hivatkozások
- Pered község hivatalos honlapja
- Peredi hírportál Archiválva 2013. december 17-i dátummal a Wayback Machine-ben
- szentmisék
- Községinfó
- E-obce.sk Archiválva 2008. február 7-i dátummal a Wayback Machine-ben
- Pered Szlovákia térképén
- Pered (video)